# Emily Webleyová-Smithová
 Emily Webleyová-Smithová (* 14. července 1984 Thornbury, Avon) je britská profesionální tenistka. K červnu 2011 nevyhrála na okruhu WTA žádný turnaj, na okruhu ITF zaznamenala dvě vítězství v singlu a sedm titulů ve čtyřhře. Nejlepším singlovým výsledkem na grandslamu je druhé kolo ve Wimbledonu 2004. Trénuje ji Jeremy Bates.
Nejvýše postavená na žebříčku WTA ve dvouhře byla na 241. místě (květen 2011) a ve čtyřhře na 231. místě (červen 2011).
Sportovní kariéru jí komplikuje zdravotní stav. K roku 2011 prodělala tři náročné operace kotníku, hlubokou žilní trombózu a onemocněla horečkou dengue.

## Finále na okruhu WTA a okruhu ITF (20)

### Dvouhra (6)

#### Vítězka (2)
| Legenda                |
| Grand Slam (0)         |
| Tour Championships (0) |
| Premier (0)            |
| International (0)      |
| ITF Event (2–4)        |

| Č. | Datum           | Turnaj                             | Povrch | Soupeřka ve finále       | Výsledek   |
| 1. | 10. března 2009 | Las Palmas de Gran Canaria $10 000 | tvrdý  | Jelena Chalovová         | 6–0 7–6(5) |
| 2. | 9. srpna 2009   | Nové Dillí $10 000                 | tvrdý  | Alexandra Kolesničenková | 6–1 6–1    |

#### Finalistka (4)
| Č. | Datum             | Turnaj             | Povrch | Vítězka                  | Výsledek   |
| 1. | 22. července 2008 | Evansville $10 000 | tvrdý  | Megan Moultonová-Levyová | 3–6 4–6    |
| 2. | 29. července 2008 | St. Joseph $10 000 | tvrdý  | Amanda McDowellová       | 1–6 0–6    |
| 3. | 15. srpna 2009    | Nové Dillí $10 000 | tvrdý  | Poojashree Venkatesha    | 6–7(8) 2–6 |
| 4. | 1. května 2011    | Gifu $50 000       | tvrdý  | Sačie Išizuová           | 1-6 3-6    |

### Čtyřhra (14)
| Legenda                |
| Grand Slam (0)         |
| Tour Championships (0) |
| Premier (0)            |
| International (0)      |
| ITF Event (7–7)        |

#### Vítězka (7)
| Č. | Datum          | Turnaj                | Povrch | Spoluhráčka              | Soupeřky ve finále                         | Výsledek       |
| 1. | 18. října 2004 | Bolton $10 000        | tvrdý  | Sarah Borwellová         | Hannah Collinová Anna Hawkinsová           | 7–5 1–6 6–2    |
| 2. | 28. srpna 2006 | Istanbul $10 000      | tvrdý  | Ria Dörnemannová         | Irina Chacková Maria Malchasjanová         | bez boje       |
| 3. | 20. září 2006  | Nottingham $10 000    | tvrdý  | Georgie Stoopová         | Naomi Cavadayová Claire Peterzanová        | 4–6 6–4 6–2    |
| 4. | 13. srpna 2008 | Londýn $10 000        | tvrdý  | Megan Moultonová-Levyová | Martina Babakovová Manana Šapakidzeová     | 6–1 6–1        |
| 5. | 9. srpna 2009  | Nové Dillí $10 000    | tvrdý  | Alexandra Kolesničenková | Ashmitha Easwaramurthi Dalila Jakupovićová | 6–2 6–4        |
| 6. | 9. října 2009  | Mount Gambier $25 000 | tvrdý  | Olivia Rogowská          | Erika Semaová Jurika Semaová               | 6–1 5–7 [10–7] |
| 7. | 11. září 2010  | Madrid $10 000        | tvrdý  | Naomi Broadyová          | Jennifer Renová Marta Sirotkinová          | 6-2, 6-3       |

#### Finalistka (7)
| Č. | Datum             | Turnaj             | Povrch | Spoluhráčka              | Vítězky                                      | Výsledek       |
| 1. | 29. března 2004   | Patras $10 000     | tvrdý  | Chantal Coombsová        | Martina Müllerová Vladimíra Uhlířová         | 6–7(7) 3–6     |
| 2. | 30. srpna 2005    | Bukurešť $10 000   | antuka | Antonia Xenia Tout       | Corina Claudia Corduneanu Lenore Lazaroiuová | 1–6 2–6        |
| 3. | 23. srpna 2006    | Londýn $10 000     | tvrdý  | Laura Peterzanová        | Jane O'Donoghueová Karen Patersonová         | 3–6 3–6        |
| 4. | 14. března 2007   | Sunderland $10 000 | tvrdý  | Ria Dörnemannová         | Anna Hawkinsová Jane O'Donoghueová           | 4–6 7–6(5) 3–6 |
| 5. | 1. května 2007    | Los Mochis $10 000 | tvrdý  | Danielle Brownová        | Maria Fernanda Alves Jennifer Elieová        | 3–6 0–6        |
| 6. | 22. prosince 2008 | Dillí $50 000      | tvrdý  | Megan Moultonová-Levyová | Hwang I-hsuan Zhang Ling                     | 3–6 6–7(4)     |
| 7. | 2. května 2009    | Balikpapan $25 000 | tvrdý  | Ling Čangová             | Yayuk Basuki Romana Tedjakusuma              | 3–6 3–6        |